# Король Луи (Дисней)
Король Луи (англ. King Louie) — персонаж полнометражного мультфильма 1967 года «Книга джунглей», снятого студией «Walt Disney Productions», по мотивам произведений писателя Редьярда Киплинга «Книга джунглей» и «Вторая книга джунглей». Также участвовал в мультсериале «Чудеса на виражах».

## Образ
Луи – король бандар-логов, который не прочь спеть или станцевать. Одному из его подчинённых «Disney» дал имя – Фланки. В мультфильме 1967 года, а также в мультсериале «Чудеса на виражах», он – орангутан. В ремейке первой картины («Книге джунглей» 2016 года) Король Луи является гигантопитеком. Известно, что появление этого персонажа не соответствует книге Редьярда Киплинга – оригинальной истории. Луи в ней отсутствует, так как сам автор писал, что бандар-логи не могут выбирать себе вожака.
По ходу мультфильма, бандар-логи похищают Маугли и относят к своему правителю. Король Луи сообщает главному герою, что хочет стать человеком и поёт вместе с ним и медведем Балу (он прибыл его спасать) песню I Wan’na Be Like You. Луи от Маугли нужен был красный цветок – он хотел править не только бандар-логами, но и всеми джунглями. Когда ребёнок говорит орангутану, что ничего о нём не знает, Король не верит ему и отвоёвывает его у Балу и Багиры, но видит, что обезьяний храм разваливается и отпускает мальчика, чтобы спасти своё жильё. В итоге ему это не удаётся, а Маугли сбегает оттуда со своими друзьями.